# Bay St Lawrence
Bay St Lawrence est une communauté située dans le comté de Victoria en Nouvelle-Écosse.